# موسيقى كلتية

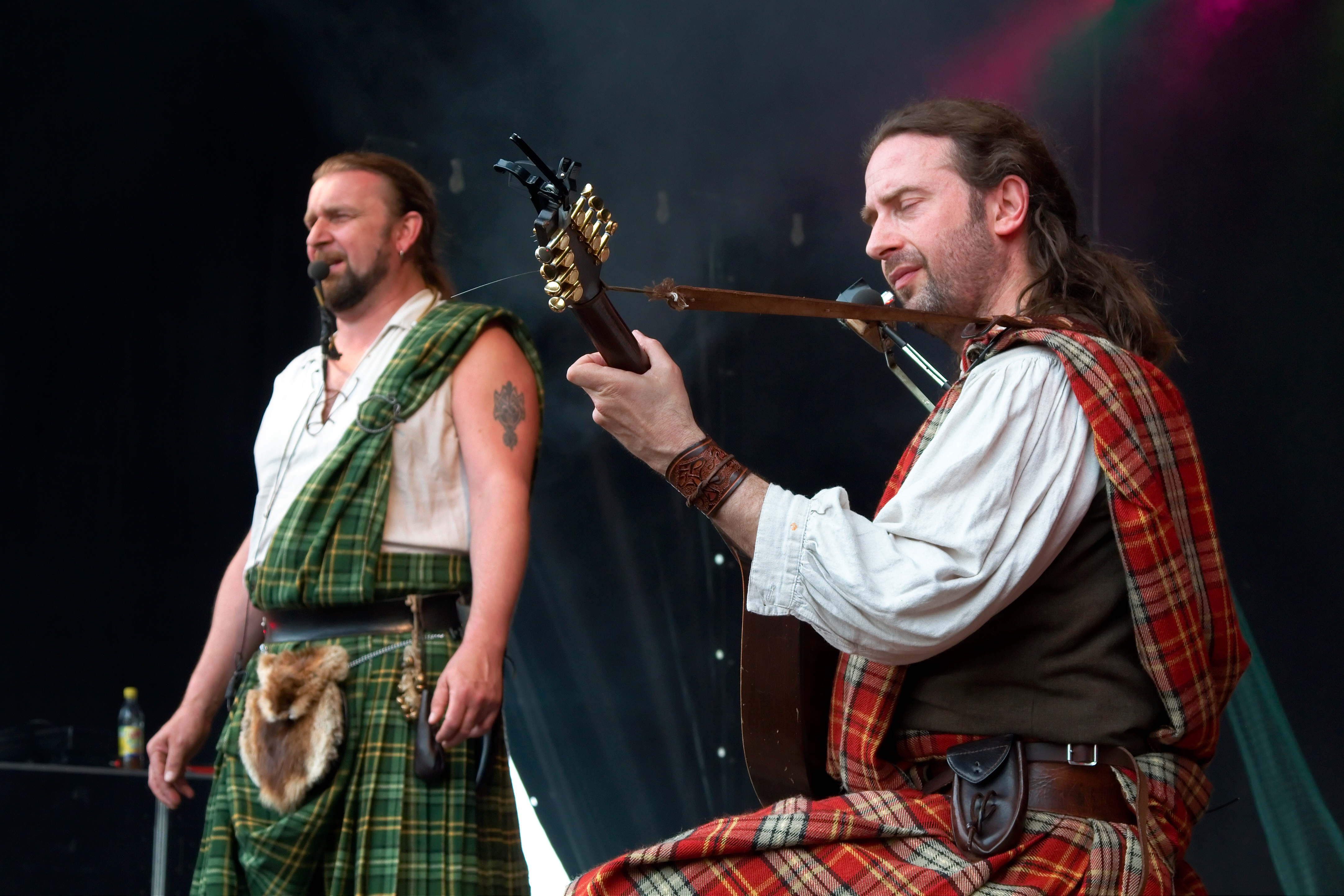
أداء لموسيقى كلتية في عام 2010

موسيقى كلتية (بالإنجليزية: Celtic music)‏ هي مجموعة واسعة من الأنواع الموسيقية التي تطورت عن تقاليد الموسيقى الفلكلورية لشعب الكلت في أوروبا الغربية. ويشير المصطلح إلى كل من الموسيقى التقليدية المتناقلة شفوياً والموسيقى المُسجلة. وتختلف الأنماط الموسيقية إلى حدٍ كبير شاملةً الموسيقى الكلتية التقليدية وصولاً لمجموعة واسعة من الموسيقى التي يتداخل بها الطابع الحديث مع العنصر الكلتي.

## الوصف والتعريف

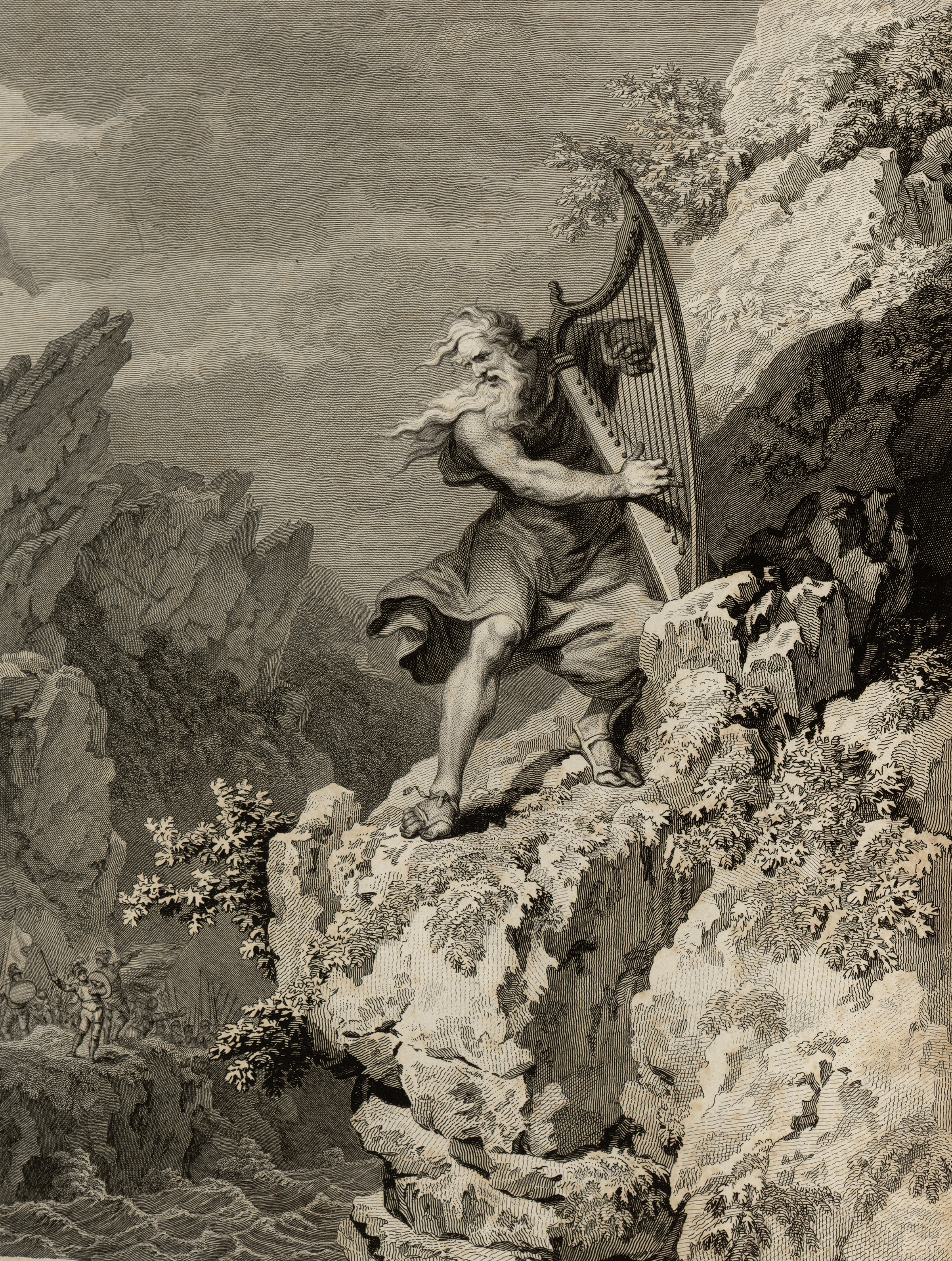
تصوير يعود للقرن الثامن عشر لدرويد قديم يعزف على القيثار

يعني مصطلح موسيقى كلتية أمرين بصورة أساسية. أولاً، أنها موسيقى الشعب الذين يُعرّفون أنفسهم على أنهم كلت. وثانياً، يشير المصطلح إلى أي صفات قد تُميز موسيقى الأمم الكلتية [أنظر Celtic nations بالإنجليزية.] عن غيرها. ويدّعي العديد من الموسيقيين الكلتيين البارزين من أمثال آلان ستيفيل وبادي مولوني بأن الأنواع المختلفة من الموسيقى الكلتية تتشارك في الكثير من الخصائص.
كثيراً ما ينطبق مصطلح الموسيقى الكلتية على موسيقى أيرلندا واسكتلندا لكون هاذين البلدين أنتجا أنماطاً مميزة ومعروفة تتشارك فيها. وغدا التعريف أكثر تعقيداً بسبب حقيقة أن الاستقلال الأيرلندي قد سمح لأيرلندا بتشجيع الموسيقى الكلتية على وجه التحديد. ولكن هذه ليست سوى مراجع جغرافية حديثة للشعب الذي يشترك بنسبٍ كلتي وبتراث موسيقيّ معروف.
تُعرف هذه الأنماط بسبب الدور البارز للشعبين الأيرلندي والإسكتلندي في العالم الناطق بالإنجليزية، ولا سيما في الولايات المتحدة، حيث أنهم أثروا إلى حدٍ عميق في الموسيقى الأمريكية، ولا سيما البلوغراس والكانتري.

## وصلات خارجية
- موسيقى أوروبية على مشروع الدليل المفتوح
- مكتبة الأنغام الكلتية